# Andrea Alomo
Andrea Laura Alomo (Buenos Aires, 6 marzo 1969) è un'ex cestista argentina.

## Carriera
Con l'Argentina ha disputato i Campionati mondiali del 1998.